# Economia della Repubblica Democratica Tedesca
La Repubblica Democratica Tedesca (RDT) adottava un'economia pianificata, simile a quella dell'Unione Sovietica e degli altri membri del Comecon. Lo Stato stabiliva gli obiettivi di produzione, i prezzi dei beni e allocava le risorse secondo piani quinquennali. I mezzi di produzione erano interamente controllati dallo Stato.
La RDT garantiva standard di vita superiori rispetto agli altri paesi del blocco orientale e alla stessa URSS. Inoltre, beneficiava di agevolazioni fiscali e tariffarie esclusive nei rapporti con il mercato della Germania Ovest.

## Storia

### Periodo dell'occupazione sovietica
Ciascuna potenza alleata assunse il pieno controllo delle rispettive zone di occupazione della Germania a partire dal giugno del 1945. Gli Alleati adottarono una politica comune, incentrata sulla denazificazione del territorio, per gettare le basi di un futuro stato tedesco democratico.
Tuttavia, già dal 1946, le zone occidentali e sovietiche presero strade divergenti sul piano economico. Nella zona sovietica, la produttività totale dei fattori risultava inferiore rispetto a quella occidentale. Durante la guerra, l'industrializzazione aveva favorito principalmente l'economia orientale, che subì danni meno gravi rispetto a Ovest. Nonostante ciò, entro il 1948, le aree occidentali avevano raggiunto un livello di prosperità significativamente superiore.
Le ragioni del ritardo economico della Germania orientale erano molteplici. Mentre ingenti somme di denaro, principalmente provenienti dagli Stati Uniti d'America, venivano investite nella Germania Ovest, l'Unione Sovietica non solo non finanziò l'economia della sua zona d'occupazione, ma utilizzò le risorse locali per coprire i costi delle riparazioni e dell'occupazione. Tra il 1946 e il 1953, il costo complessivo delle riparazioni, dirette e indirette, sostenuto dalla Germania Est ammontò a 14 miliardi $ (cambio del 1938).
La riforma agraria (Bodenreform) prevedeva l'esproprio delle terre possedute dai nazisti, dai criminali di guerra e, in generale, delle proprietà superiori a 1 km². Alcune delle 500 proprietà degli Junker furono trasformate in fattorie collettive del popolo (Landwirtschaftliche Produktionsgenossenschaft, LPG), I governi locali confiscarono 13 700 aziende agricole per una superficie totale di 30 000 km², di cui 22 000 furono distribuiti tra più di 500 000 contadini, braccianti, piccoli proprietari terrieri e rifugiati.
Le compensazioni furono riconosciute solo agli antifascisti e antinazisti. Nel settembre del 1947 l'Amministrazione militare sovietica in Germania annunciò il completamento della riforma agraria nella zona di occupazione: un totale di 12 355 proprietà e 24 000 km² furono nazionalizzati e ridistribuiti a 119 000 famiglie di contadini senza terra, 83 000 famiglie di rifugiati e altre 300 000 di diverse categorie. Furono inoltre create delle fattorie di stato rinominate Volkseigenes Gut ("Proprietà del popolo").
Circa 9 300 imprese industriali di proprietà di monopoli privati, nazisti e criminali di guerra furono confiscate e nazionalizzate, rappresentando circa il 60% dell'intera produzione della zona sovietica. Le fabbriche pesanti, che costituivano il 20% della produzione totale, furono sfruttate dall'URSS per il pagamento delle riparazioni, con la creazione delle aziende congiunte sovietiche (Sowjetische Aktiengesellschaften, SAG). Il restante patrimonio industriale confiscato fu nazionalizzato, lasciando solo il 40% della produzione in mano ai privati. Quasi tutti i trasporti ferroviari vennero nazionalizzati, vennero istituite banche statali al posto di quelle private, nuove istituzioni statali e cooperative.
Mentre lo smantellamento della capacità industriale ebbe un impatto rilevante, il principale fattore alla base della divergenza economica iniziale fu la separazione della RDT dal mercato tedesco occidentale. L'economia della Germania Est, dominata dall'industria di consumo, dipendeva in gran parte da materie prime e beni intermedi reperibili solo in Occidente. I principali giacimenti di carbone, minerale di ferro e molti metalli non ferrosi si trovavano nella Germania occidentale (nel 1936, il rispettivo territorio della RFT rappresentava il 98% della produzione totale tedesca di carbone e il 93% della metallurgia ferrosa) e la RDT riusciva a soddisfare appena la metà del fabbisogno interno di carburante. Nel 1943, la produzione dell'est rappresentava solo lo 0,5% di coke, l'1,6% di ferro e il 6,9% di acciaio della produzione tedesca postbellica. Dopo la guerra, il commercio tra est e ovest subì una riduzione del 35%.
Il commercio al dettaglio fu completamente monopolizzato dallo stato attraverso due organizzazioni dai privilegi speciali: le Konsum e le Handelsorganisation. Il 2 gennaio 1949 fu introdotto un piano economico biennale con l'obiettivo di aumentare dell’81% il livello produttivo rispetto al 1939, incrementare i salari dal 12% al 15% e ridurre del 30% i costi di produzione. Inoltre, il piano prevedeva un miglioramento delle razioni alimentari quotidiane, portandole da 1 500 a 2 000 calorie.
Nel 1948 fu creata la Commissione economica tedesca (Deutsche Wirtschaftskomission) che assunse l'autorità amministrativa e il 7 ottobre 1949 proclamò la Repubblica Democratica Tedesca.
Nel 1949, si stima che il 100% dei trasporti, tra il 90% e il 100% delle industrie chimiche e il 93% delle aziende di carburanti fossero di fatto sotto il controllo sovietico. Alla fine del 1950, la Germania dell'Est aveva già versato 3,7 miliardi $ dei 10 miliardi richiesti dall'URSS come riparazioni di guerra. Dopo la morte di Stalin e i moti operai del 1953, l'Unione Sovietica restituì al governo della Germania dell'Est le aziende precedentemente confiscate.
Nel maggio 1949, il ministro degli Esteri sovietico Andrej Vyšinskij dichiarò che, nel marzo dello stesso anno, la produzione nella zona di occupazione sovietica aveva superato del 96,6% il livello del 1936 e che il bilancio registrava un surplus di 1 miliardo di marchi orientali, nonostante una riduzione del 30% delle tasse.

### Anni Cinquanta

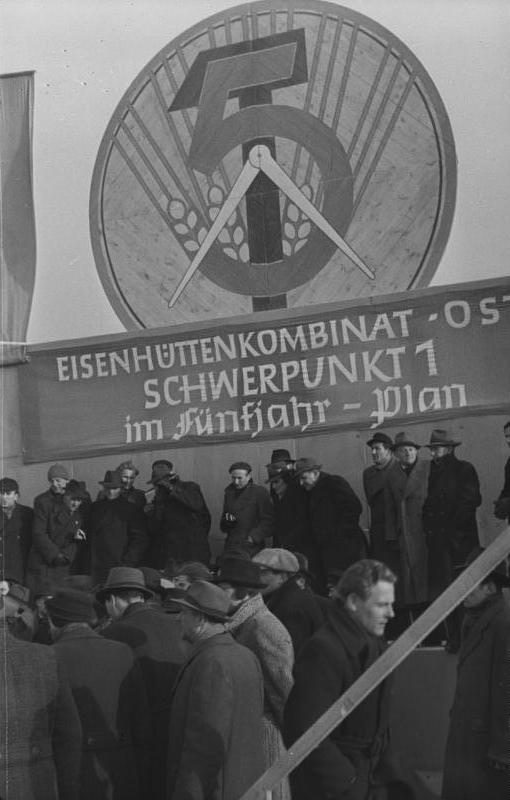
Posa della prima pietra dell'Eisenhüttenkombinat Ost, all'inizio del primo piano quinquennale nel giorno di Capodanno del 1951.

Nel 1950 la quota delle imprese socialiste sul reddito nazionale era del 36,8%, quella privata del 43,2%.
Nel maggio 1950, il governo sovietico dimezzò le richieste di riparazioni imposte alla DDR e, a partire dal 1954, ne sospese completamente la riscossione. Inoltre, l’Unione Sovietica restituì alla Germania Est le imprese precedentemente cedute a titolo di riparazione e ridusse le spese relative alla presenza delle truppe sovietiche sul territorio della RDT, fissandole a un massimo del 5% delle entrate del bilancio statale. In seguito, l’URSS rinunciò del tutto a tali contributi.
Nel luglio 1950, il III Congresso del Partito Socialista Unificato di Germania (Sozialistische Einheitspartei Deutschlands, SED) enfatizzò il progresso industriale, settore che impiegava il 40% della forza lavoro. In seguito furono nazionalizzate le industrie private e trasformate in "Imprese del Popolo" (Volkseigene Betriebe, VEB), che arrivarono a rappresentare il 75% della produzione industriale. Il primo piano quinquennale (Fünfjahresplan, 1951-1955) introdusse la pianificazione centralizzata, fissando alte quote di produzione per l'industria pesante e maggiori richieste di produttività dei lavoratori.
Il 22 settembre 1950, la Repubblica Democratica Tedesca entrò a far parte del Consiglio di mutua assistenza economica.
Dal 9 al 12 luglio 1952 si tenne la seconda conferenza del SED e fu delineata la nuova politica economica della costruzione pianificata del socialismo (Geplante Aufbau des Sozialismus), finalizzata a rafforzare il settore statale dell’economia. Gli obiettivi successivi furono l’implementazione di una pianificazione socialista uniforme e l’applicazione sistematica di riforme economiche socialiste.
Nel 1953, un'industria su sette aveva trasferito la produzione a est. La morte di Stalin nel marzo dello stesso anno portò a significativi cambiamenti politici ed economici: il SED annunciò il Nuovo corso (Neuer Kurs), ispirato alla politica economica di Georgij Malenkov nell'Unione Sovietica. La riforma di Malenkov, finalizzata a migliorare la qualità della vita, prevedeva maggiori investimenti nell'industria leggera e nel commercio, aumentando la disponibilità di beni di consumo. In linea con questa strategia, il SED spostò gli obiettivi di produzione dall'industria pesante a quella di consumo e avviò misure per alleviare le difficoltà economiche, tra cui la riduzione delle tasse e delle quote di consegna, l’erogazione di prestiti statali alle attività private e un aumento dell’allocazione dei materiali di produzione.
Nonostante il Nuovo corso avesse aumentato la disponibilità dei beni di consumo, non riuscì a ridurre le alte quote di produzione richieste. Quando vennero ulteriormente incrementate nel 1953, scoppiarono scioperi e manifestazioni nei principali centri industriali del paese. Le rivolte furono represse dalla Volkspolizei e dall’Armata Rossa.
Nel bilancio del 1953, presentato alla Volkskammer, il tema dominante rimaneva lo sfruttamento economico da parte dell’Unione Sovietica. La legge di bilancio prevedeva una spesa totale di 34,688 miliardi di marchi, con un incremento del 10% rispetto ai 31,730 miliardi del 1952. Gran parte di queste risorse era destinata al rafforzamento dell’economia e della difesa. Nel 1954 l'Unione Sovietica diede maggiore sovranità alla RDT: i costi di riparazione furono pagati interamente e le SAG furono cedute al governo tedesco orientale.

Nel febbraio 1956, durante il XX Congresso del Partito Comunista dell'Unione Sovietica, il segretario generale Nikita Chruščëv denunciò lo stalinismo. Questo clima di apertura portò una parte dell’intelligencija accademica, insieme ad alcuni membri della leadership del SED, a chiedere riforme. Il filosofo marxista Wolfgang Harich pubblicò un programma che proponeva cambiamenti radicali al sistema della RDT. Tuttavia, verso la fine del 1956, Harich e i suoi collaboratori furono espulsi dal SED e imprigionati.

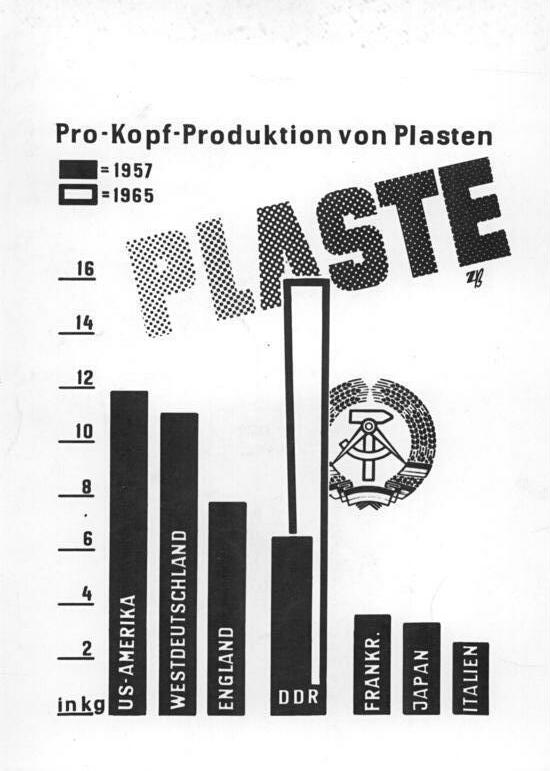
Produzione di plastica, in termini pro-capite, dei paesi industrializzati al 1957 e la previsione per la DDR al 1965.

Nel marzo 1956, la III Conferenza del SED approvò il secondo piano quinquennale (1956–1960), caratterizzato dallo slogan "modernizzazione, meccanizzazione e automazione", con l'obiettivo di promuovere il progresso tecnologico. La Conferenza propose l’estensione dei rapporti di produzione socialisti a tutti i settori dell’economia nazionale. Stabilì che tali trasformazioni potevano avvenire mediante la partecipazione dello Stato nelle imprese private capitalistiche e la creazione di cooperative di produzione artigianale. La trasformazione socialista dell’agricoltura veniva indicata come l’anello centrale di questo processo.
Al plenum del SED del luglio 1956, fu confermata la leadership di Walter Ulbricht.
Il regime annunciò lo sviluppo del settore dell'energia nucleare, e nel 1957 venne attivato il primo reattore nucleare della RDT. Contestualmente, le quote di produzione industriale vennero incrementate del 55%, con un rinnovato focus sull'industria pesante. In politica estera, strinse accordi di cooperazione economica all'interno del blocco orientale con Polonia, Cecoslovacchia, Ungheria e Bulgaria.
Il piano quinquennale intensificò la collettivizzazione agricola e accelerò la completa nazionalizzazione del settore industriale. Nel 1958, l’agricoltura della RDT era composta principalmente da 750 000 fattorie private, che coprivano il 70% delle terre coltivabili, e da sole 6 000 fattorie collettive. Tra il 1958 e il 1959, il SED stabilì delle quote per i contadini privati e inviò gruppi nei villaggi per promuovere la collettivizzazione volontaria. Tuttavia, nei mesi di novembre e dicembre 1959, la Stasi arrestò alcuni contadini che si opponevano al processo.
Nel febbraio 1958, il SED avviò una riforma estensiva della gestione economica, trasferendo numerosi ministri dell'industria alla Commissione di Stato della pianificazione (Staatliche Plankommission). Per accelerare la nazionalizzazione dell'industria, il partito offrì agli imprenditori una partnership del 50% e vari incentivi per trasformare le loro aziende in imprese del popolo.
Alla fine degli anni Cinquanta, il settore socialista assunse un ruolo centrale nell'industria, nei trasporti e nel commercio. Le autorità dichiararono il successo della cooperazione agricola e l'eliminazione della disoccupazione.

### Anni Sessanta
A metà degli anni Sessanta, circa l'85% delle terre coltivabili era stato incorporato in oltre 19 000 cooperative agricole, mentre un ulteriore 6% era gestito da fattorie statali. Nel 1961, il settore socialista era responsabile del 90% della produzione agricola della RDT. Lo stesso anno si registrò un brusco calo produttivo, aggravato dall'emigrazione dei contadini verso l'ovest e da condizioni climatiche sfavorevoli.
Alla fine degli anni Cinquanta, le imprese private controllavano solo il 9% dell’industria, mentre le cooperative di produzione (Produktionsgenossenschaften, PG) avevano assorbito un terzo del settore artigianale tra il 1960 e il 1961, con un aumento del 6% rispetto al 1958. L’apertura del nuovo porto di Rostock nel 1960 contribuì a ridurre la dipendenza dal porto di Amburgo.
Nel luglio 1961 fu creato il Consiglio economico del popolo della RDT (Volkswirtschaftsrat der DDR) scorporando dalla Commissione per la pianificazione il Dipartimento principale dell'industria e il Dipartimento principale per l'approvvigionamento dei materiali. Il Consiglio doveva essere un organo indipendente per la gestione dell'industria a livello centrale e locale e per la “regolamentazione delle questioni di base relative ai mestieri specializzati e alle industrie dei servizi”.
Il secondo piano quinquennale incontrò difficoltà e fu sostituito da un piano settennale (1959–1965) che puntava a raggiungere entro il 1961 lo stesso livello di produzione pro capite della Germania Ovest, prevedendo quote più elevate e un aumento dell’85% della produttività. L’emigrazione aumentò da 143 000 persone nel 1959 a 199 000 nel 1960, con una forte incidenza di giovani sotto i 25 anni e colletti bianchi. Tra il 1949 e il 1961, oltre 2,5 milioni di lavoratori avevano lasciato la RDT.
La crescita industriale annuale iniziò a diminuire costantemente dopo il 1959. In risposta, l'Unione Sovietica raccomandò alla Germania Est di adottare le riforme proposte dall'economista sovietico Ovsij Liberman, sostenitore del principio di redditività e dell'introduzione di elementi di mercato nelle economie socialiste.
Il VI Congresso del SED, tenutosi nel gennaio 1963, adottò il Programma del partito per la costruzione globale del socialismo e tracciò un piano di sviluppo dell’economia nazionale fino al 1970, con l’obiettivo di affrontare questioni fondamentali di natura scientifica, tecnica, economica e sociale. Il premier e segretario Walter Ulbricht applicò quindi le teorie di Liberman introducendo il Nuovo sistema economico di pianificazione e gestione (Neues Ökonomisches System der Planung und Leitung, abbreviato in NÖS o NÖSPL), un programma di riforme volto a decentralizzare parzialmente il processo decisionale e a integrare criteri di mercato e produttività. L'obiettivo era quello di rendere il sistema economico più efficiente e trasformare la RDT in una potenza industriale.
Con il NÖS, la pianificazione centrale continuava a fissare gli obiettivi generali di sviluppo, ma il potere decisionale venne in parte trasferito dalle autorità centrali — come la Commissione per la pianificazione e il Consiglio economico del popolo — alle organizzazioni affiliate all'Associazione delle Aziende del Popolo (Vereinigungen Volkseigener Betriebe, VVB), al fine di favorire la specializzazione nei diversi settori produttivi. Le VVB, pur vincolate a quote di produzione stabilite centralmente, gestivano in autonomia le finanze interne, le tecnologie, l'allocazione della manodopera e delle risorse. Agivano anche da intermediarie, sintetizzando e trasmettendo dati e raccomandazioni dalle VEB. Il sistema prevedeva che le decisioni produttive fossero guidate dalla redditività, che i salari riflettessero la produttività e che i prezzi fossero determinati secondo la domanda e l'offerta.
Il NÖS favorì l'emergere di una nuova élite di politici ed economisti. Nel 1963, Ulbricht introdusse una nuova linea politica per l'accesso ai vertici del SED, aprendo il Politbüro e il Comitato centrale ai giovani iscritti con un'istruzione superiore rispetto ai predecessori e con competenze tecniche e gestionali. Questa svolta portò alla formazione di fazioni all'interno del partito, tra cui una nuova componente tecnocratica. L'enfasi posta sulla professionalizzazione modificò la composizione del partito: nel 1967, oltre 250 000 iscritti (il 14% su 1,8 milioni) avevano completato gli studi universitari, tecnici o commerciali.
L'importanza data alle competenze tecniche permise alla nuova élite tecnocratica di accedere ai vertici della burocrazia, precedentemente dominati da politici ideologicamente ortodossi. I dirigenti delle VVB venivano selezionati principalmente per merito professionale, più che per adesione ideologica. Anche nelle singole imprese aumentò la domanda di personale qualificato: Il SED indirizzò l’istruzione verso le scienze applicate e la gestione, rendendola un mezzo per l’avanzamento sociale, l’accesso a benefici materiali e il miglioramento delle condizioni di vita. Tra il 1964 e il 1967, gli stipendi crebbero e aumentò la disponibilità di beni di consumo, compresi articoli di lusso.
Nel giugno 1964, la Repubblica Democratica Tedesca e l'Unione Sovietica firmarono un trattato di amicizia, assistenza reciproca e cooperazione. A questo seguì, nel dicembre 1965, un accordo commerciale a lungo termine che fissava il volume degli scambi per il periodo 1966-1970 a oltre 13 miliardi di rubli.
I risultati della riforma si rivelarono inferiori alle aspettative del partito, poiché la crescita fu trainata principalmente dall'aumento degli investimenti, piuttosto che dall'efficacia del nuovo sistema di controllo. Nell'aprile 1967, il VII Congresso del SED definì un nuovo piano per la costruzione del socialismo e venne introdotto il Sistema economico del socialismo (Ökonomische System des Sozialismus), che individuava i settori strategici prioritari nell'accesso a fondi e risorse. Inizialmente, questi settori comprendevano l’industria chimica, ingegneristica ed elettronica, ma a seguito delle pressioni esercitate dalle imprese per includere altri progetti strategici, l’elenco si ampliò. Furono costituite partnership industriali integrate verticalmente per coordinare le filiere produttive nei settori chiave, mentre vennero reintrodotti sussidi per ridurre i costi e accelerare la crescita nei settori favoriti. Il piano annuale del 1968 stabilì quote di produzione nei settori determinanti superiori del 2,6% rispetto agli altri, e obiettivi ancora più ambiziosi furono fissati per l’alta tecnologia nel biennio 1969–1970. Il Sistema Economico del Socialismo verrà dismesso nel 1970. Ciò indebolì la posizione di Ulbricht all'interno del partito.
Nel frattempo, verso la fine degli anni Sessanta, la scoperta del giacimento di gas naturale di Altmark aprì nuove opportunità commerciali con l’estero e contribuì a un significativo incremento delle entrate in valuta estera per lo Stato. Nel novembre 1970, fu stipulato un nuovo accordo commerciale tra l'Unione Sovietica e la RDT per il quinquennio 1971-1975, con un fatturato complessivo previsto superiore a 22 miliardi di rubli.

### Anni Settanta
Nel 1970, l'85,6% del reddito nazionale era dato dalle imprese socialiste, l'8,7% dalle aziende statali e il 5,7% da quelle private.
Nei primi anni Settanta fu avviata una pianificazione a lungo termine, con linee guida di durata compresa tra i 15 e i 20 anni, pensate per garantire coerenza tra i diversi piani quinquennali. L’VIII Congresso del SED, svoltosi nel giugno 1971, approvò gli obiettivi del Piano quinquennale 1971–1975 con lo scopo principale di migliorare ulteriormente le condizioni di vita materiali e culturali della popolazione, basato su alti tassi di crescita della produzione socialista, maggiore efficienza, progresso scientifico e tecnologico e incremento della produttività del lavoro. Nel periodo 1971–1975, si prevedeva un aumento del reddito nazionale del 26-28%, un incremento della produzione industriale di beni del 34-36% e una crescita della produttività del lavoro nell'industria del 35-37%. Entro il 1975, i consumi sarebbero dovuti aumentare del 21-23%.
 

Nel giugno 1971, le relazioni economiche e commerciali della RDT si estendevano a oltre 100 Paesi, tra cui molti paesi in via di sviluppo. I principali partner commerciali restavano i Paesi socialisti, in particolare l’Unione Sovietica. La RDT dipendeva in larga misura dalle importazioni per coprire il proprio fabbisogno di materie prime: il 90% del petrolio e del minerale di ferro, il 40% dell’acciaio laminato, il 70% dello zinco, il 60% dell’alluminio primario e del piombo, il 40% del legname e l’85% del cotone.

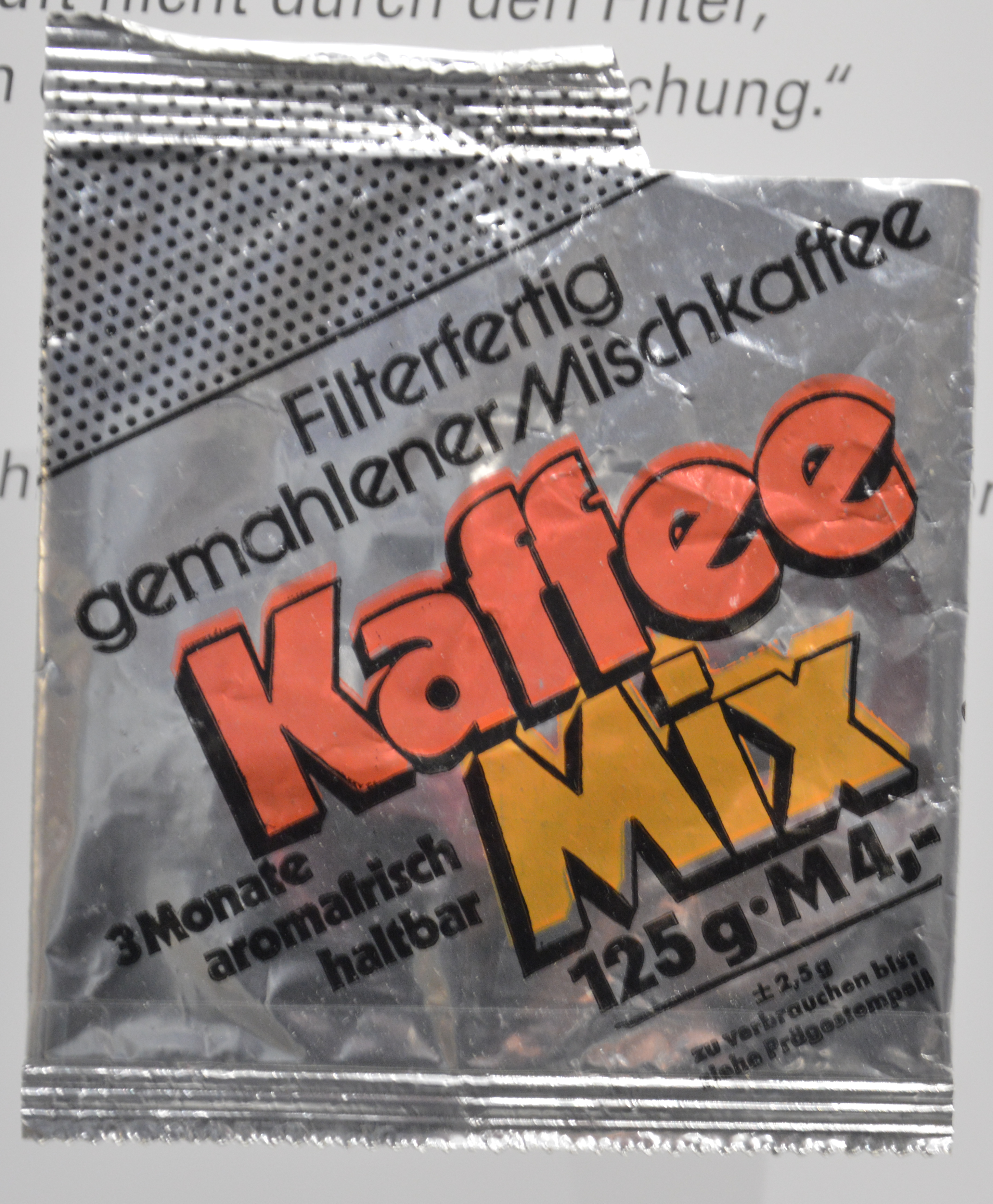
La miscela tedesca orientale Kaffee Mix costituita al 51% da caffè, prodotto a causa delle carenze

Il neo eletto segretario Erich Honecker introdusse il Compito principale (Hauptaufgabe), che definì la politica nazionale del decennio, riaffermando il marxismo-leninismo e la lotta di classe internazionalista. Il SED lanciò una vasta campagna di propaganda per rafforzare il sostegno al socialismo filo-sovietico e rilanciare la centralità del lavoratore. La politica mantenne come obiettivo lo sviluppo industriale, ma sempre all'interno della pianificazione statale. Con il "socialismo di consumo" (Konsumsozialismus), parte integrante del Compito principale, si puntò a soddisfare i bisogni materiali della classe operaia, intervenendo su salari e ampliando la disponibilità di beni di consumo.
Il regime accelerò la costruzione di nuove abitazioni e la ristrutturazione di quelle esistenti, destinando il 60% degli alloggi alle famiglie operaie. Gli affitti, fortemente sussidiati, restavano molto bassi. Considerando che le donne rappresentavano il 50% della forza lavoro, furono aperti nuovi asili e introdotti congedi di maternità retribuiti da sei mesi a un anno. Anche le pensioni annuali furono aumentate.
Nel 1972, le ultime piccole e medie imprese private ancora parzialmente indipendenti furono nazionalizzate. L'anno successivo, Honecker comunicò con orgoglio il risultato al nuovo leader sovietico Leonid Brežnev. In alcuni casi, i vecchi proprietari rimasero alla guida delle aziende, ma in qualità di direttori stipendiati dallo Stato, con una perdita di efficienza. Imprese che avevano mostrato capacità di iniziativa, reattività al mercato e che generavano valuta forte furono sottoposte alla pianificazione e al controllo statale, malgrado la stagnazione economica.
Negli anni Settanta, l’aumento globale dei prezzi al consumo colpì anche la RDT, sebbene con ritardo a causa della politica dei prezzi del Comecon. Il caffè, bene molto richiesto, divenne un problema strategico per via della necessità di importarlo con valuta forte. Il forte rincaro del caffè tra il 1976 e il 1977 quadruplicò i costi di importazione, causando la cosiddetta “crisi del caffè”. In risposta, il Politbüro ritirò molti marchi di qualità, limitandone l’uso nella ristorazione e negli uffici pubblici, e introdusse la Mischkaffee (o Kaffee-Mix), una miscela composta per il 51% da caffè e per il 49% da additivi come cicoria, segale e barbabietole da zucchero, ampiamente criticata per il gusto sgradevole.
La crisi si risolse dopo il 1978, con la discesa dei prezzi internazionali e l’aumento dell’importazione grazie a un accordo con il Vietnam.

### Anni Ottanta

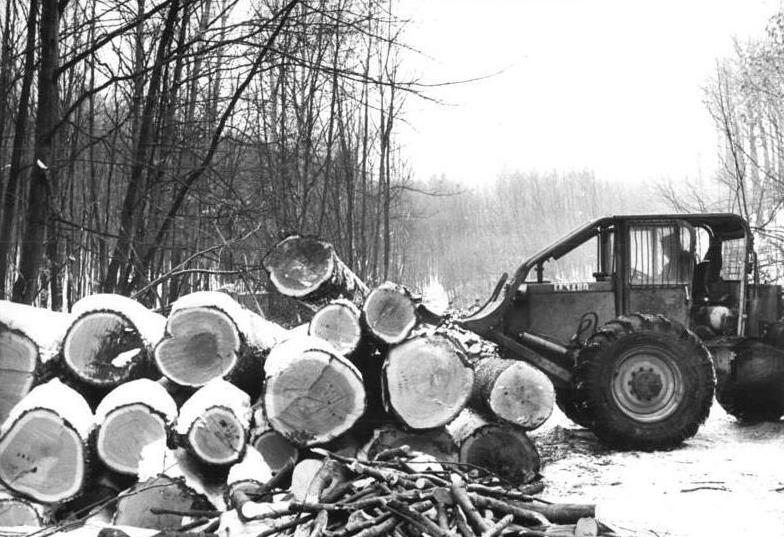
Suhl, 1987: Cooperativa di boscaioli raccoglie la legna dalle foreste della Turingia.

Il crescente debito estero della RDT divenne fonte di instabilità. Dopo la bancarotta della Polonia, i paesi occidentali imposero un boicottaggio finanziario ai membri del blocco orientale, inclusa la Germania Est. Anche la vendita di petrolio grezzo sovietico, una delle principali fonti di valuta forte, divenne meno redditizia a causa dei mutamenti del mercato globale. La carenza di investimenti nella ricerca e nella produzione di beni di consumo rese i prodotti della RDT meno competitivi sui mercati occidentali, aumentando la dipendenza economica dall'Unione Sovietica.

Nel 1989, il rapporto debito/PIL raggiunse il 20%, un livello ancora gestibile ma sostenuto solo grazie alla capacità della RDT di esportare beni in occidente e ottenere valuta forte per ripagare i debiti. Nell'ottobre dello stesso anno, un documento del Politbüro (lo Schürer-Papier) stimava che, per mantenere la stabilità del debito, il surplus delle esportazioni avrebbe dovuto passare da 2 miliardi di marchi nel 1990 a oltre 11 miliardi nel 1995, obiettivo ritenuto difficilmente raggiungibile senza sforzi straordinari, soprattutto in un contesto politico ormai instabile.

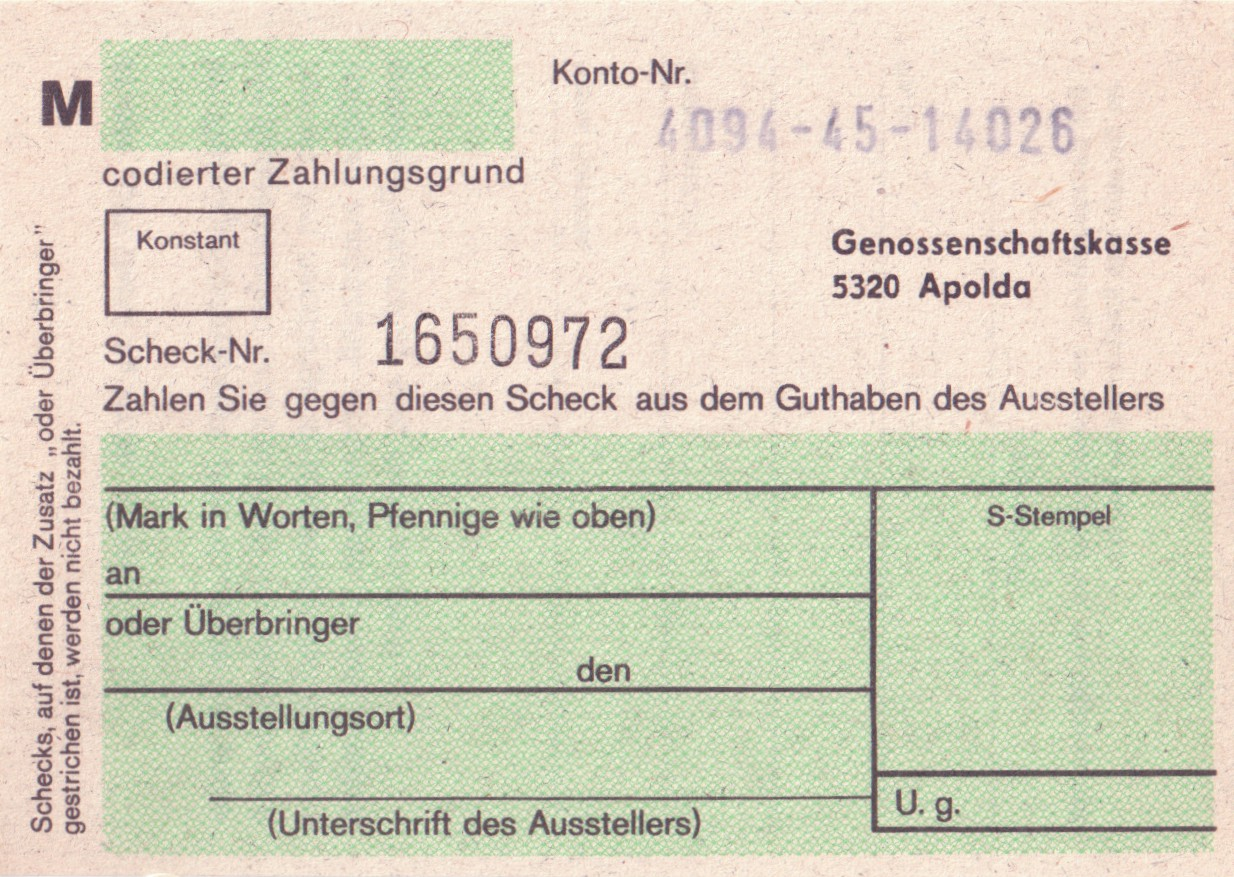
Assegno della RDT emesso nel 1988.

Gran parte del debito era stato accumulato nel tentativo di affrontare i problemi economici importando componenti, tecnologie e materie prime, e al contempo mantenere gli standard di vita tramite l’importazione di beni di consumo. Nonostante ciò, la RDT restava competitiva a livello internazionale in settori come l’ingegneria meccanica e le tecnologie di stampa.
Un altro fattore rilevante fu la perdita di una fonte stabile di valuta forte derivante dalla rivendita all'estero del petrolio sovietico, che fino al 1981 era fornito a prezzi inferiori rispetto al mercato mondiale. La fine di questo vantaggio compromise ulteriormente le entrate in valuta pregiata, contribuendo a un rallentamento evidente nel miglioramento delle condizioni di vita.
La caduta del muro di Berlino nel 1989 aggravò la crisi economica: la fuga massiccia di lavoratori verso l’Ovest e le difficoltà delle imprese statali nel reperire materiali provocarono un forte calo della produzione. Il collasso dell’autorità centrale di pianificazione portò a disorganizzazione economica e carenze, alimentando ulteriormente l’emigrazione.
Il 1º luglio 1990, la RDT aderì all'unione monetaria ed economica con la Germania Ovest, seguita dalla dissoluzione politica dello Stato il 3 ottobre 1990, con la conseguente riunificazione ufficiale della Germania.

### Dopo la riunificazione
Dopo la riunificazione, la Germania orientale attraversò una fase di grave crisi economica, con un crollo della produzione industriale e un forte aumento della disoccupazione. Nei primi anni Novanta, i Kombinat — grandi complessi industriali dell’ex RDT — furono affidati alla Treuhandanstalt, un’agenzia federale incaricata della loro privatizzazione. Tuttavia, l’interesse delle imprese della Germania Ovest per l’economia orientale era limitato, poiché non vi era una reale necessità di espandere la capacità produttiva per servire i nuovi Länder. Circa un terzo delle aziende fu liquidato e, tra chiusure e sospensioni delle attività, si perse circa il 60% dei posti di lavoro.

## Settori dell'economia

### Agricoltura

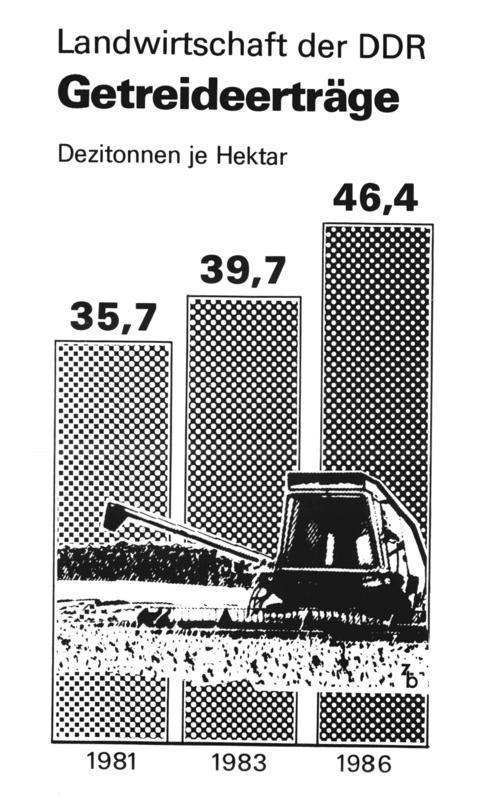
Un manifesto propagandistico del 1987 che mostra l'aumento della produzione agricola dal 1981 al 1983 e il 1986.

Il settore agricolo della Germania orientale occupava una posizione particolare all'interno del sistema economico, pur essendo completamente integrato. Nel 1985 l'agricoltura e la silvicoltura impiegavano il 10,8% della forza lavoro, ricevevano il 7,4% degli investimenti lordi in capitale e contribuivano per l'8,1% al prodotto netto del Paese. Nonostante la produzione agricola non riuscisse a soddisfare la domanda interna rendendo necessaria l'importazione, gli ottimi raccolti del 1984 e del 1985 ridussero notevolmente la dipendenza della Germania Est dalle importazioni.
A parte alcuni piccoli appezzamenti privati a gestione familiare, l’agricoltura era stata interamente collettivizzata dopo la seconda guerra mondiale. Al 1º luglio 1954, si contavano 4.974 fattorie collettive, con 147.000 membri, che coltivavano il 15,7% delle terre arabili. Le fattorie collettive godevano di un'autonomia formale e avevano un'importanza maggiore rispetto alle normali fattorie statali, ma erano comunque subordinate al Consiglio dei Ministri tramite il Ministero dell’Agricoltura, delle Foreste e dell’Alimentazione. Nel 1984 occupavano circa l'85,8% della superficie agricola totale, mentre le aziende agricole statali ne detenevano solo il 7%. Gli altri terreni del settore agricolo socialista, che nel 1984 costituivano il 95% dei terreni totali, erano detenuti da cooperative orticole e da varie altre unità specializzate. Un articolato sistema di relazioni legava le fattorie ad altre cooperative e alle industrie di trasformazione dei prodotti agricoli. 
Esistevano tre tipi di aziende agricole collettive, il tipo I, II e III: nelle aziende agricole di tipo I, solo i terreni arati dovevano essere utilizzati collettivamente mentre tutte le altre terre e risorse produttive venivano lasciate all'uso individuale dei membri. Nelle fattorie di tipo II, tutti i terreni agricoli venivano utilizzati collettivamente, tranne i piccoli appezzamenti privati tenuti da ogni famiglia, che doveva però cedere tutti i macchinari e le attrezzature necessarie. Le aziende agricole di tipo III erano completamente collettivizzate: tutte le risorse produttive (compresi i terreni arati, le foreste, i prati, le risorse idriche, i macchinari e gli immobili), ad eccezione di piccoli appezzamenti privati e di alcuni capi di bestiame, venivano utilizzate collettivamente. Per entrare a far parte di un collettivo di tipo III, un agricoltore doveva contribuire con beni - strutture, bestiame e macchinari - di un determinato valore, che diventavano proprietà dell'organizzazione. I membri il cui patrimonio non era sufficiente a soddisfare questo requisito potevano dare il loro contributo obbligatorio con il reddito guadagnato in un determinato periodo di tempo. I lavori sugli appezzamenti privati dovevano essere svolti solo in orario extra-lavorativo, e i proprietari di appezzamenti privati potevano venderli e lasciarli in eredità.
In tutte le fattorie collettive della Germania Est, la distribuzione del reddito residuo — dopo i contributi obbligatori a vari fondi specializzati — si basava sulla quantità di terra conferita da ciascun membro e sulla quantità di lavoro svolto per il collettivo. La proprietà terriera individuale restava garantita da una base giuridica: in caso di esproprio per usi industriali, i membri ricevevano un indennizzo.
Ogni agricoltore collettivo era tenuto a contribuire con una quantità minima di lavoro annuale, stabilita dall'assemblea generale dei membri, e chi non rispettava questa soglia subiva penalizzazioni sul reddito. In linea con la politica del SED, tale norma mirava a garantire che le energie dei membri fossero rivolte prioritariamente al lavoro collettivo, piuttosto che ai propri appezzamenti privati. Nel 1980, solo circa 10 000 agricoltori operavano in cooperative di tipo I e II, mentre la stragrande maggioranza apparteneva invece alle aziende di tipo III, preferite dal partito.
Negli anni Settanta e nei primi anni Ottanta, l’agricoltura della RDT seguì una tendenza alla fusione: cooperative e aziende statali si unirono in grandi unità da 4 000–5 000 ettari. Nacquero così i "Dipartimenti cooperativi di produzione vegetale" (Kooperative Abteilungen der Pflanzenproduktion, KAP), che includevano anche impianti di trasformazione alimentare e divennero la forma predominante nella produzione agricola. Parallelamente, si sviluppò una crescente specializzazione anche nell'allevamento.
Nel 1982, il governo della RDT annunciò una riforma agricola con l’obiettivo di migliorare le condizioni di vita nelle aree rurali e aumentare l’autonomia delle cooperative agricole. Il programma prevedeva una maggiore integrazione tra produzione vegetale e allevamento, in particolare per ottimizzare la pianificazione dei mangimi, oltre a incentivi per le cooperative e un moderato sostegno al settore privato.

### Industria
L’industria rappresentava il settore dominante dell’economia della Germania Est, costituendo il 67% del reddito nazionale. La RDT figurava tra le principali nazioni industriali a livello mondiale e, all’interno del Comecon, era seconda solo all'Unione Sovietica per produzione industriale totale.

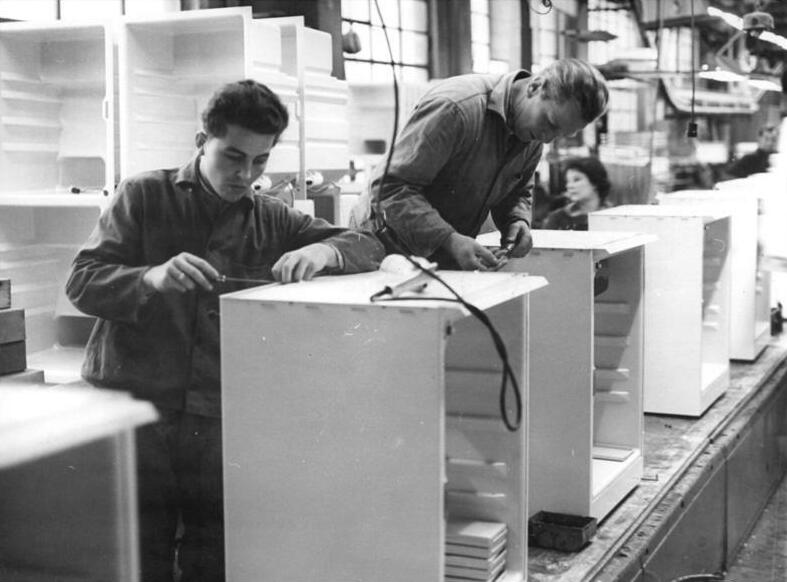
Due operai assemblano dei refrigeratori nella catena di montaggio della VEB DKK Scharfenstein, 1964.

L’apparato industriale si articolava in tre settori: socialista (composto da imprese statali e cooperative artigiane), statale e privato. Il settore socialista occupava la posizione dominante: nel 1968 impiegava circa 2,4 milioni di operai e impiegati. Le imprese a partecipazione pubblica e private, con oltre 440 000 lavoratori, svolgevano un ruolo ausiliario ma significativo, fungendo da fornitori per le imprese statali e producendo beni specializzati destinati all'esportazione.
Nei primi anni del dopoguerra, il livello industriale iniziale della Germania orientale era inferiore rispetto a quello delle regioni occidentali, e le industrie di base risultavano meno sviluppate. I danni causati dalla guerra furono più gravi rispetto alla Germania Ovest. La divisione della Germania accentuò gli squilibri preesistenti, interrompendo i tradizionali legami economici tra le regioni orientali e occidentali. L’industria manifatturiera della RDT si trovò così a operare senza un’adeguata base di combustibili, energia e prodotti metallurgici. Il primo gennaio 1954, il governo sovietico prese il controllo di 33 imprese della RDT tra cui le industrie chimiche Leuna e Buna, mentre la Germania orientale divenne proprietaria di tutte le imprese nel suo territorio.
La struttura settoriale, inizialmente dominata dall'industria pesante, subì profonde trasformazioni durante gli anni del potere socialista. La base energetica venne ampliata, soprattutto grazie all'aumento della produzione di lignite e all'importazione di petrolio dall'URSS. Furono sviluppate nuove industrie e creata una base metallurgica nazionale. Le industrie non metalliche e ad alta intensità di materiali vennero potenziate, contribuendo al progresso tecnico dell’intero sistema economico.
Particolare attenzione fu dedicata allo sviluppo dell’industria chimica, in particolare della petrolchimica, oltre che dell’elettronica, della strumentazione, della cantieristica navale e della metallurgia di seconda lavorazione, come la trasformazione dei laminati d'acciaio. Tra il 1950 e il 1970, la produzione industriale totale della DDR aumentò di 5,4 volte, con una crescita ancora più marcata nei settori della chimica e della metallurgia.
Nel 1969, circa il 72,9% della produzione industriale era concentrato negli otto distretti meridionali e sud-occidentali del Paese. Tuttavia, le disparità tra il sud fortemente industrializzato e il nord a vocazione agricola iniziarono gradualmente a ridursi. Nelle regioni settentrionali furono infatti avviati importanti poli industriali, in particolare nei settori della cantieristica navale e della raffinazione del petrolio.
Secondo le fonti ufficiali, nel 1985 i settori più rilevanti dell’industria della Germania Est erano quello chimico e quello dei macchinari, che contribuivano rispettivamente al 19,7% e al 18,9% del valore complessivo della produzione industriale. Seguivano l’industria agricola e alimentare (13,5%), quella energetica e dei combustibili (12,2%), l’industria leggera, escluso il comparto tessile (9,5%), la metallurgia (9,4%) e la produzione di apparecchiature elettrotecniche ed elettroniche (8,5%). Altri settori significativi erano l’industria tessile (5,8%), quella dei materiali da costruzione (2,0%) e l’industria dell’approvvigionamento idrico e conservazione (0,6%). Sempre nel 1985, circa 3,2 milioni di persone — pari al 37,9% degli 8,5 milioni di lavoratori complessivi — erano impiegati nel settore industriale, comparto che generava il 70,3% del prodotto netto nazionale.

#### Energia ed estrazione
La Germania Est disponeva di abbondanti risorse di lignite, di cui era il maggior produttore mondiale, e copriva l'80% della produzione di energia elettrica nazionale. I principali giacimenti si trovavano nei distretti di Cottbus e Dresda, mentre altri depositi significativi erano localizzati nei distretti di Halle e Lipsia. Il solo giacimento di Cottbus rappresentava il 45% dell’estrazione di lignite e il 37% della produzione di energia elettrica. Nel 1985, la produzione di lignite grezza raggiunse i 312 milioni di tonnellate, in aumento rispetto ai 267 milioni di tonnellate del 1981, all'inizio del piano quinquennale. La lignite era impiegata soprattutto per alimentare le centrali termoelettriche, per la produzione di gas di carbone e come materia prima nell'industria chimica.
Altre risorse estratte includevano carbone fossile (Zwickau-Oelsnitz), ferro (Harz, Selva di Turingia), nichel (Glauchau), stagno, zinco e piombo (Monti Metalliferi), oltre all'uranio (Elbsandsteingebirge). I giacimenti di potassa si concentravano nella zona sud-occidentale e ai piedi dell’Harz. Era inoltre iniziata l’estrazione di petrolio a Stralsund. I giacimenti di minerali ferrosi erano diffusi ma caratterizzati da filoni a basso tenore, che rendevano l’estrazione costosa e poco efficiente. Negli anni Ottanta, la produzione annuale di ferro risultava largamente insufficiente a coprire il fabbisogno industriale, costringendo la DDR a importarne consistenti quantità. Il Paese dipendeva inoltre quasi interamente dalle importazioni per il manganese, il cromo e altre ferroleghe. Per sopperire alla limitata produzione nazionale, la Germania Est importava rilevanti volumi di metalli non ferrosi, principalmente dall’Unione Sovietica.
La Germania Est importava la maggior parte del fabbisogno annuale di carbone fossile e petrolio principalmente da URSS, Polonia e Cecoslovacchia.
Le principali centrali elettriche della RDT erano localizzate all'interno dei principali bacini di lignite, poiché il suo basso potere calorifico e l’elevato contenuto di umidità la rendevano meno efficiente e più costosa da trasportare. Le più grandi centrali termoelettriche si trovavano nel distretto di Cottbus, tra cui Lubbenau I, II, III e Fechau.. Nel 1966 entrò in funzione la prima centrale elettrica nucleare della RDT, situata nei pressi di Rheinsberg, seguita dalla Greifswald nel 1970. Entrambe furono realizzate utilizzando reattori sovietici di tipo VVER.

#### Metallurgia
Prima della seconda guerra mondiale, l’unico impianto siderurgico a ciclo completo presente nel territorio della futura RDT era il piccolo stabilimento Maxhütte, situato nei pressi di Saalfeld. Negli anni Cinquanta furono costruiti due grandi impianti: l’impianto “Ost” a Eisenhüttenstadt, che lavorava carbone polacco e minerali sovieticiti, e l’impianto “West” vicino a Kalbe, successivamente riconvertito alla lavorazione dei metalli nel 1968. In parallelo, vennero restaurati e ampliati diversi impianti di fusione e laminazione dell’acciaio, localizzati a Brandeburgo, Hennigsdorf, Riesa e Gröditz, oltre a un’acciaieria specializzata in leghe a Freital. Il minerale di rame era trattato principalmente a Eisleben e a Hettstedt. Nello stesso periodo sorsero industrie per la produzione di alluminio a Bitterfeld e Lauta, e di nichel a St. Egidien. A Freiberg fu infine costruito un impianto per la fusione dello zinco.

## Organizzazione

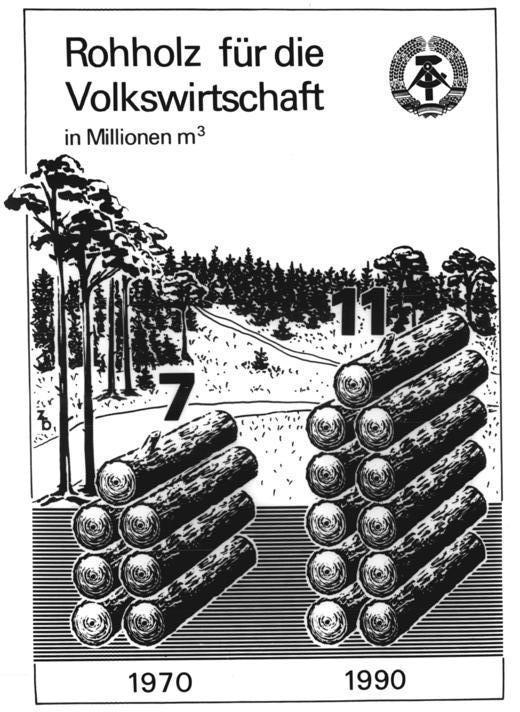
Produzione del legname: da 7 milioni di metri cubi nel 1970 a 11 milioni nel 1990 (poster di propaganda del 1988).

La principale forza direttiva dell’economia e dell’intera società della RDT era il Partito Socialista Unificato di Germania (SED), che esercitava formalmente la propria leadership attraverso i congressi del partito, durante i quali approvava i rapporti del segretario generale e adottava le linee guida per il successivo piano quinquennale. Un ruolo ancor più centrale era svolto dal Politbüro, che supervisionava e orientava il processo economico in corso. Tuttavia, il suo intervento si concentrava sulle questioni generali o di maggiore rilevanza, poiché era impegnato anche nella gestione di altri ambiti fondamentali dello Stato.
Il Consiglio dei ministri (Ministerrat der DDR) era l'organo esecutivo del Paese ed era responsabile della supervisione e del coordinamento di tutte le attività economiche. Alle sue dipendenze operava la Commissione di Stato della pianificazione (Staatliche Plankommission), che proponeva strategie economiche alternative, trasformava gli obiettivi generali stabiliti dal Consiglio in direttive per i singoli ministeri e coordinava i piani a breve, medio e lungo termine. Aveva inoltre il compito di mediare eventuali conflitti tra i ministeri. I ministeri, all'interno delle rispettive aree di competenza, avevano la responsabilità principale nella gestione dei settori economici specifici. Erano incaricati della pianificazione, dell’allocazione delle risorse, dello sviluppo, dell’introduzione di innovazioni e del raggiungimento degli obiettivi fissati nei propri piani.
Al di sotto di questa struttura centrale esisteva una gerarchia articolata di organi a livello territoriale. Le commissioni e i consigli economici regionali, subordinati al Consiglio dei ministri e alla Commissione di Stato per la Pianificazione, operavano a livello locale e si occupavano di questioni quali l’ubicazione ottimale delle attività industriali, la tutela ambientale e le politiche abitative.

### Kombinat
Al di sotto dei ministeri si trovavano i Kombinate, strutture aziendali create sul modello sovietico dei kombinaty per sostituire le Associazioni delle Imprese Statali, che in precedenza fungevano da tramite tra i ministeri e le singole aziende. I Kombinate nacquero verso la fine degli anni Settanta attraverso la fusione di diverse industrie, raggruppate in base alle affinità produttive.
Ogni Kombinat includeva anche istituti di ricerca, integrati per favorire uno sviluppo più mirato e accelerare il trasferimento dei risultati scientifici al settore produttivo. L’intero processo, dalla progettazione alla commercializzazione, era gestito da un’unica direzione. La riforma mirava anche a rafforzare i legami tra i Kombinate e le aziende orientate al mercato estero, ponendole sotto la doppia subordinazione del Ministero del Commercio Estero e dei Kombinate stessi. L’obiettivo della riorganizzazione era migliorare efficienza e razionalizzazione, concentrando l’autorità in una leadership intermedia. La gestione attraverso i Kombinate forniva inoltre un contributo rilevante alla pianificazione centrale.
All'inizio degli anni Ottanta, la costituzione dei Kombinate, sia a livello centrale che distrettuale, risultava sostanzialmente completata. Tra il 1982 e il 1984, il governo introdusse una serie di normative e leggi volte a definire con precisione il funzionamento di questi enti, rafforzando il ruolo della pianificazione centrale e riducendo l’autonomia dei Kombinate, che fino ad allora era risultata superiore a quanto previsto. Nel 1986 risultavano attivi 132 Kombinate a gestione centrale, ciascuno con una media di circa 25.000 dipendenti, e 93 Kombinate a direzione distrettuale, con una media di 2.000 lavoratori per ciascuno.
Alla base della struttura economica rimanevano le singole unità produttive, che variavano per dimensioni e funzioni. Con il tempo, il governo ne ridusse il numero e ne aumentò la dimensione media. Nel 1985, il numero totale delle imprese industriali era superiore di circa un quinto rispetto al 1960, ma la loro autonomia si era notevolmente ridotta con l’entrata in piena funzione dei Kombinate.

## Pianificazione centrale

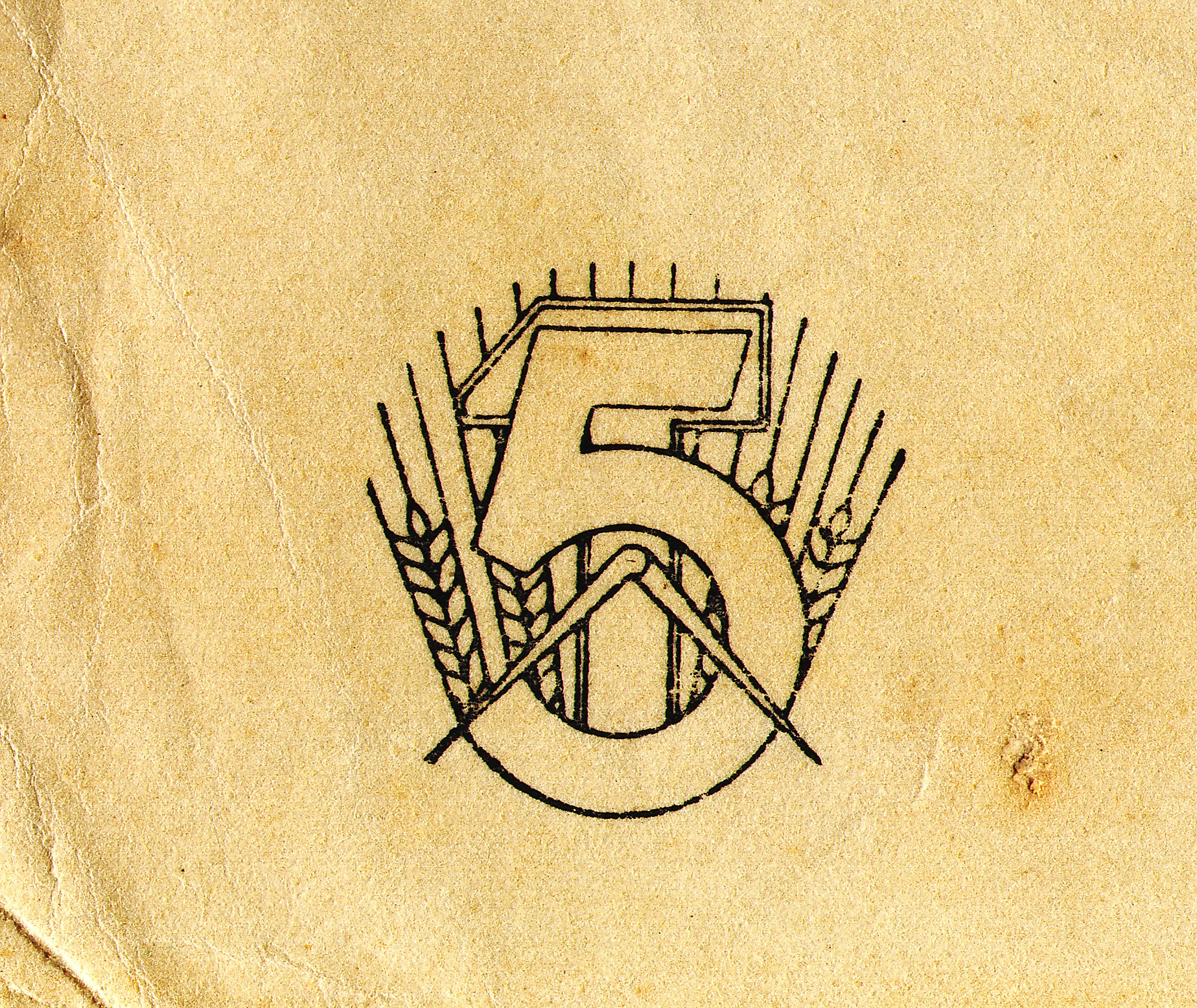
Il sigillo del primo piano quinquennale della RDT (1951-1955).

Il fatto che la RDT adottasse un’economia pianificata non implicava l’esistenza di un unico piano centralizzato a regolare l’intera attività economica. Al contrario, il sistema si basava su una rete articolata di piani con diversi livelli di specificità, ampiezza e durata. Questi piani potevano essere modificati singolarmente o collettivamente in base al monitoraggio continuo delle prestazioni o in risposta a eventi imprevisti. Il risultato era un sistema di pianificazione estremamente complesso, in cui mantenere la coerenza interna tra i vari livelli di pianificazione rappresentava una sfida costante.

### Pianificazione a breve termine
I piani a breve termine, della durata di un anno, erano considerati i più rilevanti sia per la produzione sia per l’allocazione delle risorse, esercitando un’influenza diretta su tutta l’economia. Gli obiettivi principali fissati a livello centrale riguardavano il tasso di crescita economica, il volume e la composizione del prodotto interno e il suo utilizzo, l’impiego delle materie prime e della forza lavoro, la loro distribuzione territoriale e il volume complessivo delle importazioni ed esportazioni.
A partire dal piano del 1981, fu introdotto anche un nuovo parametro: il rapporto tra l’uso delle materie prime e il valore e la quantità della produzione. L’intento era promuovere un impiego più efficiente delle risorse, sempre più scarse.

### Piani quinquennali
I piani quinquennali o a medio termine impiegavano gli stessi indicatori dei piani annuali, ma con un livello di dettaglio inferiore. Sebbene venissero formalmente trasformati in legge, erano considerati più come linee guida generali che come direttive vincolanti. Di norma, il piano quinquennale veniva pubblicato con diversi mesi di ritardo rispetto all'inizio del periodo di riferimento, spesso dopo l’abrogazione del primo piano annuale.
Nonostante il carattere meno specifico, il piano quinquennale era sufficientemente articolato da fornire un quadro di riferimento per i piani annuali, contribuendo a garantire la continuità e la coerenza della pianificazione economica nel medio periodo.

### Metodi di pianificazione
Nella fase iniziale della pianificazione, gli obiettivi stabiliti a livello centrale venivano suddivisi e assegnati alle unità subordinate competenti. Dopo discussioni interne e negoziazioni tra fornitori e acquirenti a ogni livello, i vari elementi del piano venivano ricomposti in bozze complessive. Una volta approvato l’intero pacchetto dalla Commissione di pianificazione statale e dal Consiglio dei ministri, il piano definitivo veniva nuovamente suddiviso tra i ministeri, che a loro volta ripartivano le responsabilità operative alle unità produttive.
Il piano di produzione era affiancato da ulteriori strumenti di controllo, tra cui il sistema dei bilanci materiali incaricato di assegnare materiali, attrezzature e beni di consumo. Questo sistema agiva come un meccanismo di razionamento, assicurando a ogni soggetto economico l’accesso alle risorse essenziali per il raggiungimento dei propri obiettivi. Tuttavia, poiché la maggior parte dei beni era vincolata da tale sistema, le unità produttive trovavano difficoltà ad acquisire risorse oltre i quantitativi assegnati.
Un altro strumento di controllo fondamentale era la fissazione centralizzata dei prezzi per beni e servizi, utilizzati come base per il calcolo di costi e ricavi. Le imprese erano incoraggiate a considerare questi prezzi come riferimento nelle decisioni operative. L’aderenza al piano dava diritto a vari bonus, che non venivano attribuiti in base alla sola produzione lorda, ma piuttosto al raggiungimento di obiettivi specifici, come l’introduzione di innovazioni o la riduzione dei costi del lavoro.
Il sistema funzionava in modo efficace solo quando le sue parti erano guidate da individui i cui valori coincidevano o erano compatibili con quelli del regime. Questa condivisione di valori era in parte favorita dal ruolo integrativo svolto dagli organi del partito, i cui membri erano ai vertici della struttura economica. Allo stesso tempo, si cercava di promuovere un senso di finalità comune attraverso la partecipazione di massa: quasi tutti i lavoratori e contadini prendevano parte a discussioni organizzate riguardanti la pianificazione economica, i compiti e le prestazioni. Tuttavia, le decisioni finali venivano sempre prese dai vertici dello Stato.

## Settore privato
Nell'economia della RDT, il settore privato aveva un ruolo limitato ma non del tutto marginale: nel 1985 contribuiva per circa il 2,8% alla produzione nazionale netta. Esso comprendeva contadini e giardinieri non statali, artigiani indipendenti, grossisti, rivenditori e liberi professionisti come artisti e scrittori. Pur operando in autonomia, queste categorie erano sottoposte a una regolamentazione rigida.
Nel 1985, per la prima volta dopo anni, si registrò un lieve aumento nel numero dei lavoratori autonomi: secondo le statistiche ufficiali, erano attivi circa 176 800 imprenditori privati, con un incremento di 500 unità rispetto al 1984. Alcune attività private rivestivano un ruolo sufficientemente rilevante da essere incoraggiate dallo stesso SED, in particolare per sostenere lo sviluppo dei servizi al consumo.
Oltre ai lavoratori autonomi a tempo pieno, vi erano anche cittadini impegnati in attività private all’interno di strutture pubbliche. Il caso più rilevante era quello delle famiglie nelle cooperative agricole, le quali coltivavano anche appezzamenti privati, che potevano raggiungere i 5 000 m². Il loro contributo era significativo: secondo le fonti ufficiali, nel 1985 queste fattorie private detenevano circa l’8,2% dei maiali, il 14,7% delle pecore, il 32,8% dei cavalli e il 30% del pollame del Paese.
Anche alcuni professionisti, come artisti commerciali e medici, svolgevano attività private nel tempo libero, soggetti però a tassazioni specifiche e a regolamentazioni aggiuntive. Tuttavia, il loro impatto complessivo sull'economia rimaneva marginale.

## Economia informale
Molto più difficile da valutare, a causa della sua natura informale e non ufficiale, era il ruolo della cosiddetta "seconda economia", ovvero quell'insieme di attività economiche che si svolgevano al di fuori del controllo e della supervisione statale. Questo fenomeno comprendeva pratiche informali o illegali e, pur essendo poco documentato, attirò l’attenzione di diversi economisti occidentali, molti dei quali ritenevano che avesse un peso non trascurabile nelle economie pianificate. Tuttavia, a metà degli anni Ottanta, le prove concrete erano scarse e per lo più basate su testimonianze aneddotiche.
Queste irregolarità non erano percepite come una minaccia significativa per l’economia, tuttavia la stampa della Germania Est riportava episodi legati alla “seconda economia” illegale, descrivendoli come “crimini contro la proprietà socialista” o come attività “in conflitto e contraddizione con gli interessi e le esigenze della società”.
Un esempio tipico di economia informale riguardava piccoli privati che offrivano beni o servizi in cambio di denaro, spesso per lavori occasionali. Una donna anziana, ad esempio, poteva pagare un ragazzo del quartiere per trasportarle del carbone, oppure ci si poteva rivolgere a un conoscente per riparare un orologio, sistemare l’automobile o riparare il bagno. Poiché considerate innocue, tali pratiche non attiravano particolare attenzione da parte del governo.

## Corruzione
Un’altra pratica diffusa e potenzialmente dannosa era quella di offrire somme di denaro extra oltre al prezzo ufficiale per ottenere beni molto richiesti, oppure di fornire un bene “speciale” come forma di pagamento parziale per prodotti di scarsa repibiriltà, i cosiddetti Bückware (beni venduti “sottobanco”). Tali pratiche potevano assumere forme relativamente innocue, come una Trinkgeld (mancia), ma in altri casi si trasformavano in Schmiergeld (tangenti) o dipendevano da Beziehungen (relazioni personali privilegiate).
Le opinioni all'interno della DDR differivano sull'effettiva gravità del fenomeno, ma considerate le frequenti carenze di beni di consumo durevoli e di lusso, insieme all’elevata circolazione di moneta, molti cittadini si sentivano occasionalmente spinti a ricorrere a una tangente, specialmente per ottenere articoli come ricambi per automobili o mobili.

## Confronto con la Germania Ovest
I dati utilizzati per il confronto sono tratti dal CIA World Factbook del 1990:
|                              | Germania Est | Germania Ovest |
| Popolazione (migliaia)       | 16 307       | 62 168         |
| PIL (miliardi $)             | 159,5        | 945,7          |
| PIL pro capite ($)           | 9 679        | 15 300         |
| Bilancio ricavi (miliardi $) | 123,5        | 539            |
| Bilancio spese (miliardi $)  | 123,2        | 563            |

| Anno | PIL (milioni $) | PIL (milioni $) | PIL pro capite ($) | PIL pro capite ($) |
| ---- | --------------- | --------------- | ------------------ | ------------------ |
|      | Est             | Ovest           | Est                | Ovest              |
| 1950 | 51 412          | 213 942         | 2 795              | 4 280              |
| 1973 | 129 969         | 814 786         | 7 654              | 13 147             |
| 1990 | 152 732 (1989)  | 1 182 261       | 9 193 (1989)       | 18 690             |

|                | Germania Est | Germania Ovest |
| 1945-60        | 6,2          | 10,9           |
| 1950-60        | 6,7          | 8,0            |
| 1960-70        | 2,7          | 4,4            |
| 1970-80        | 2,6          | 2,8            |
| 1980-89        | 0,3          | 1,9            |
| Totale 1950-89 | 3,1          | 4,3            |

## Galleria d'immagini

Selezione di immagini del fotografo Eugen Nosko delle industrie della DDR
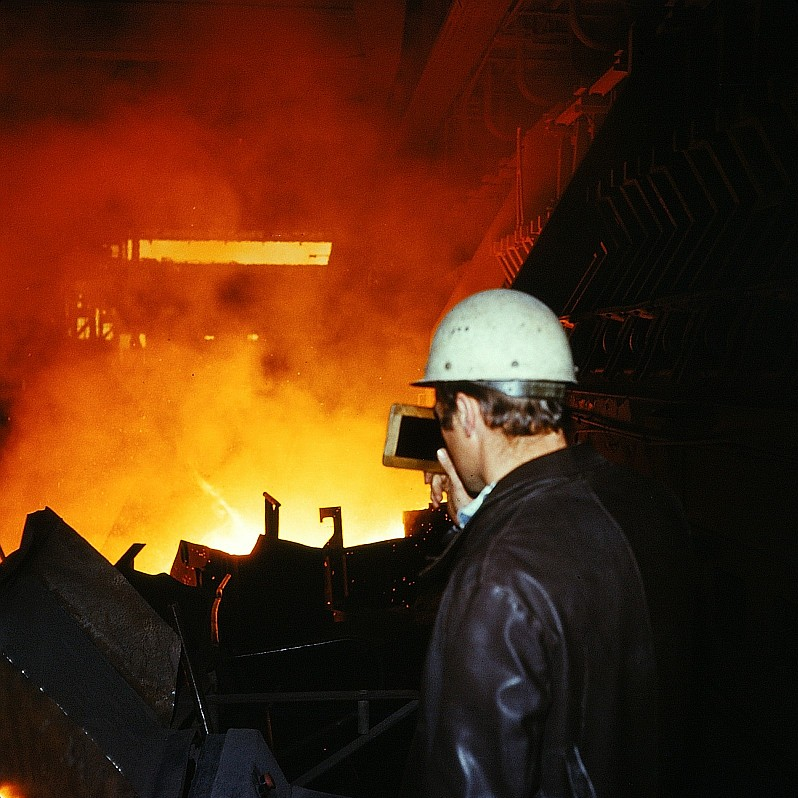
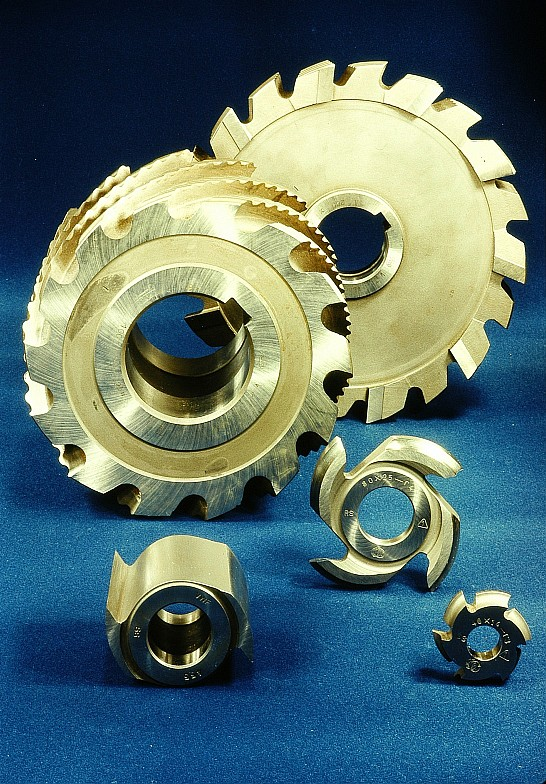
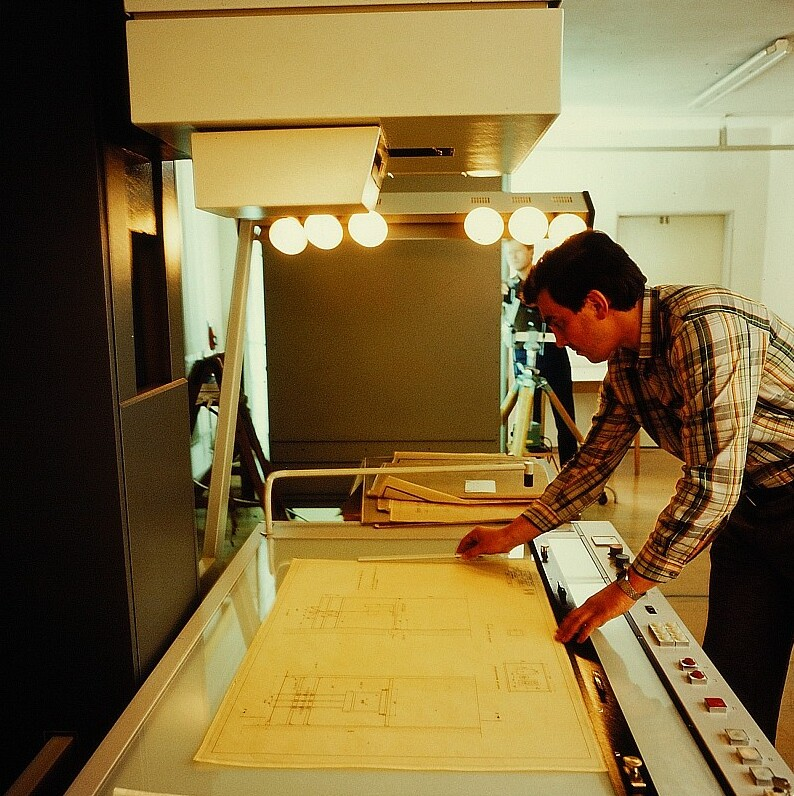
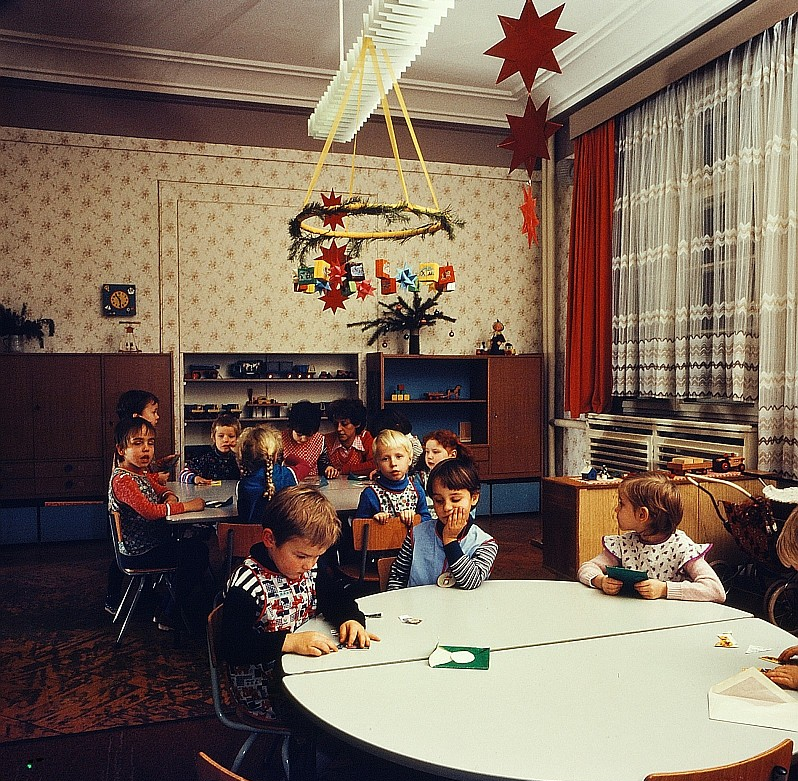
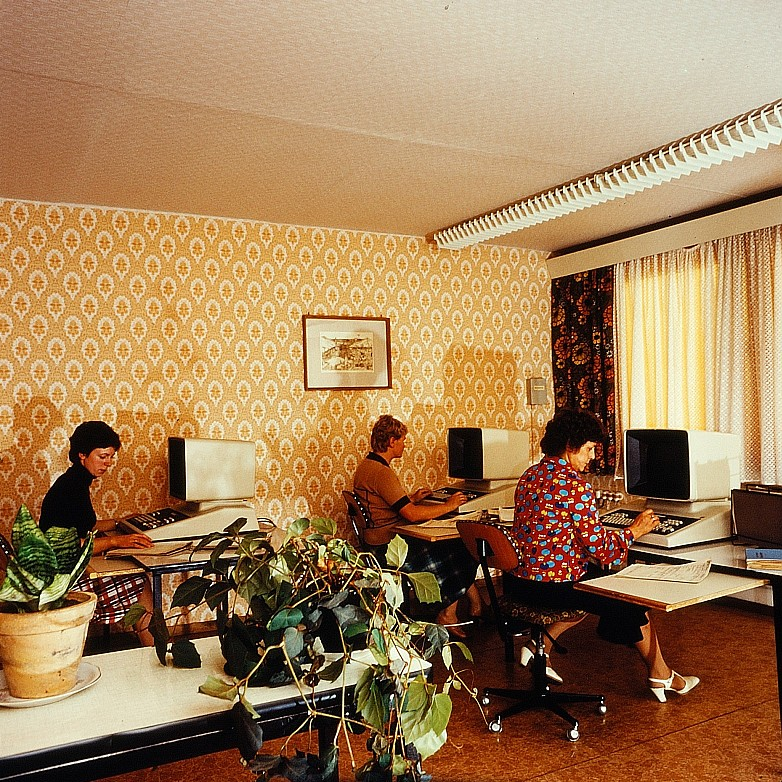
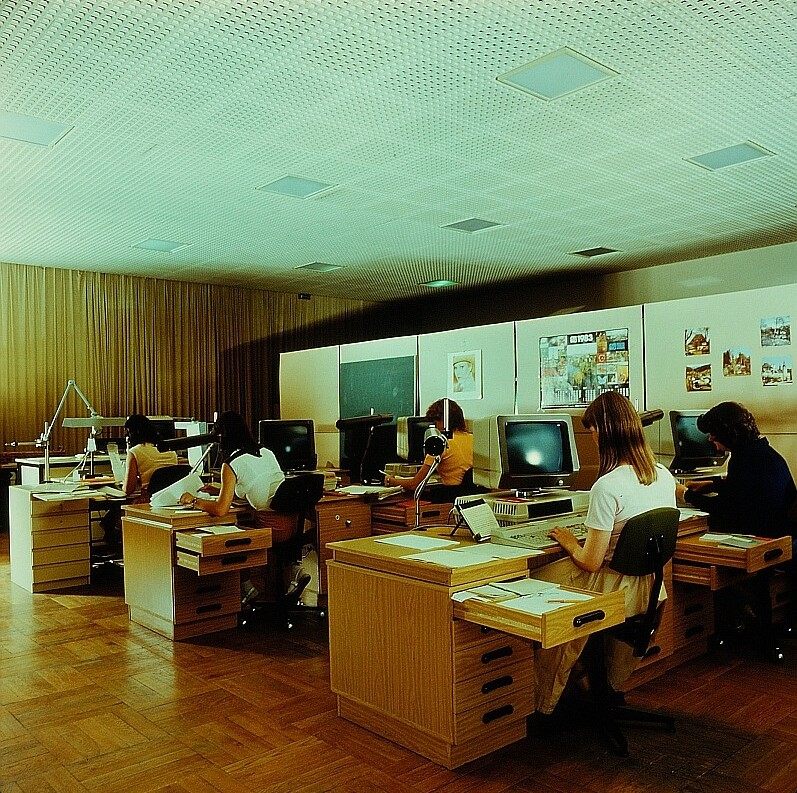
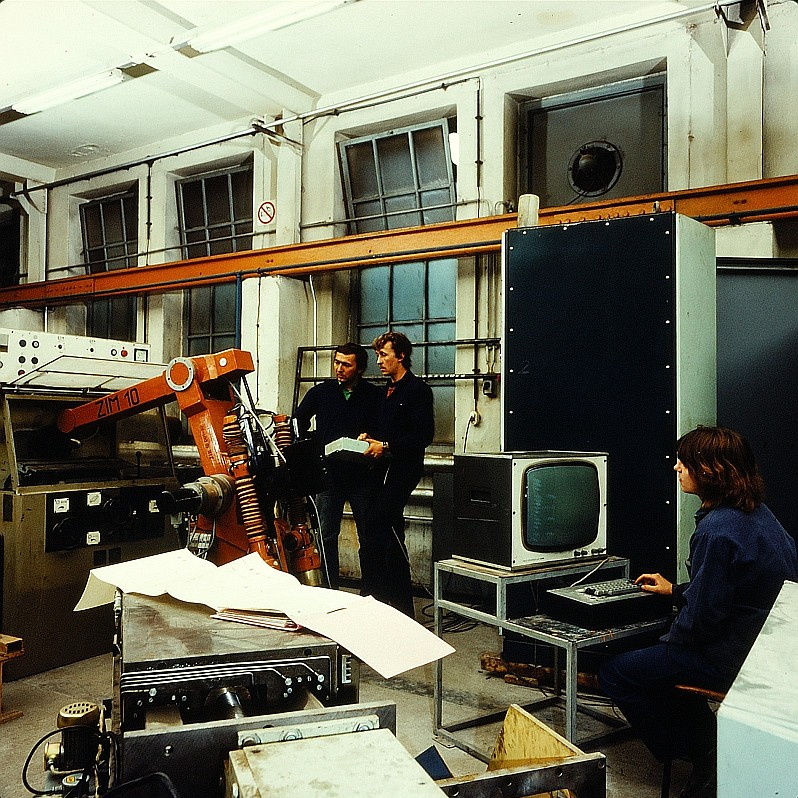
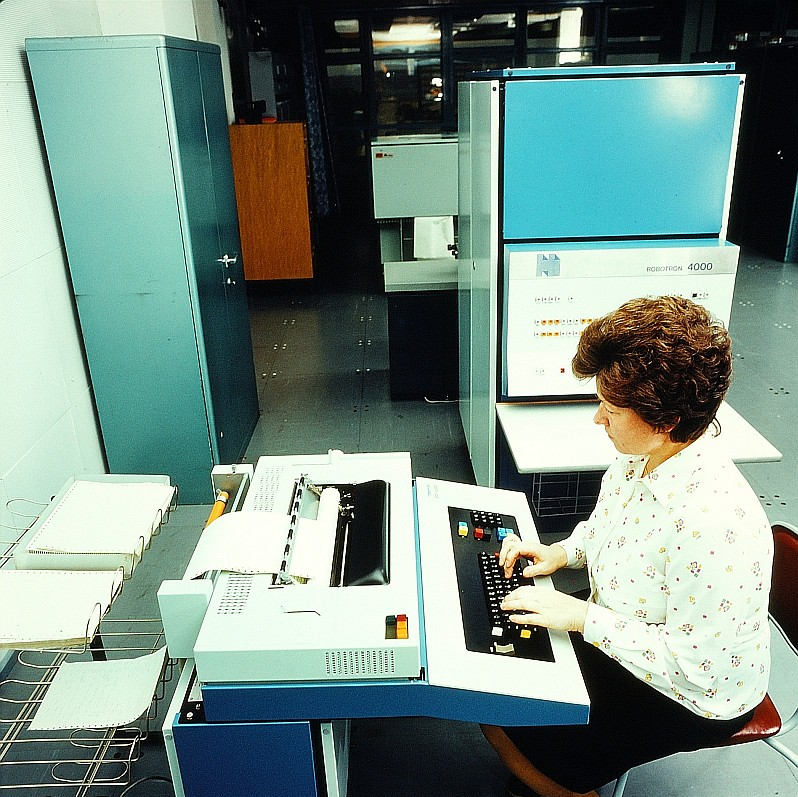
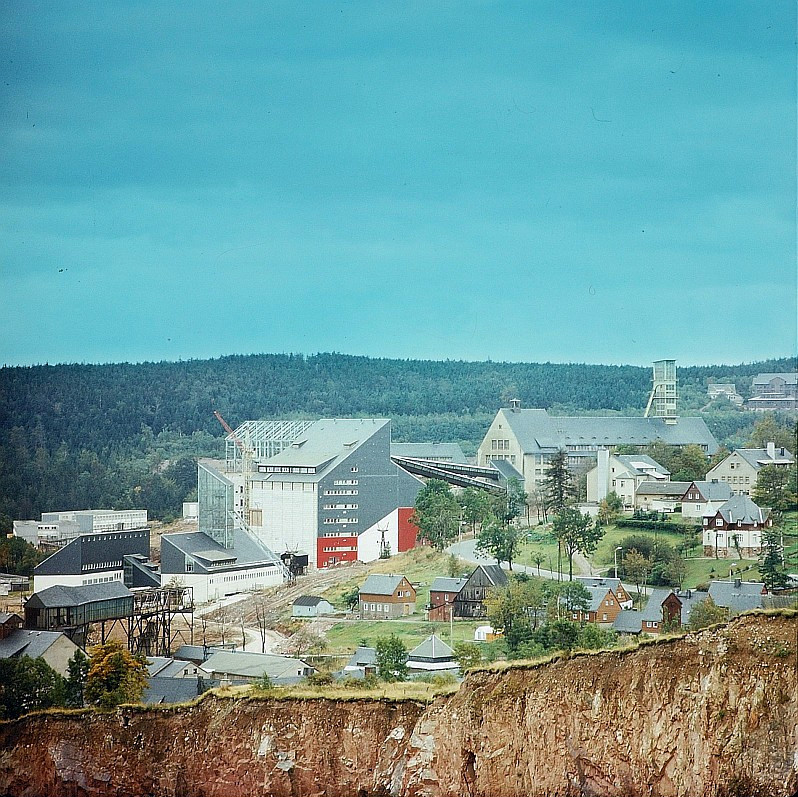
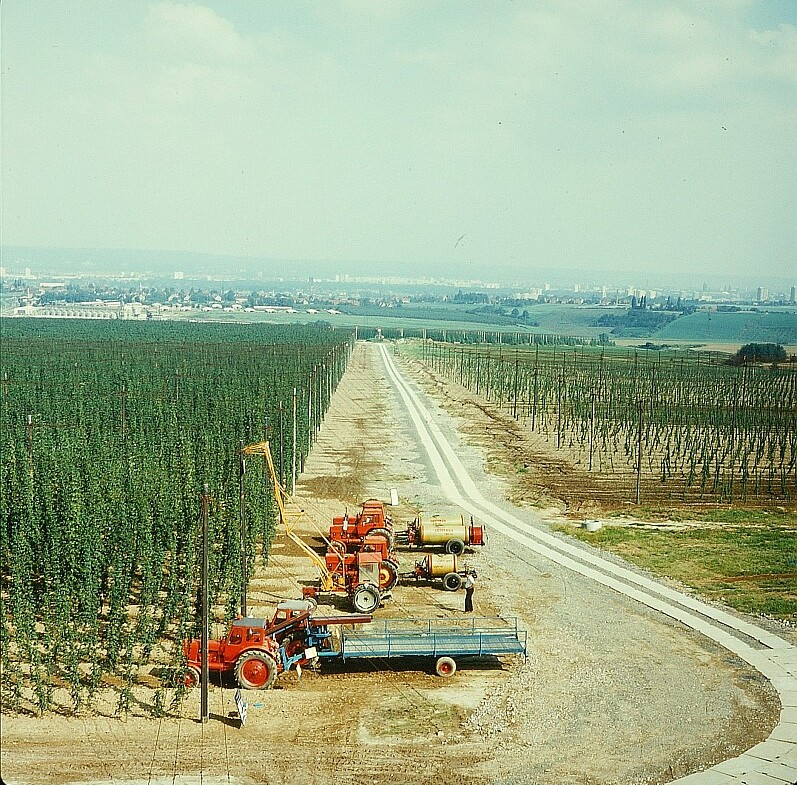
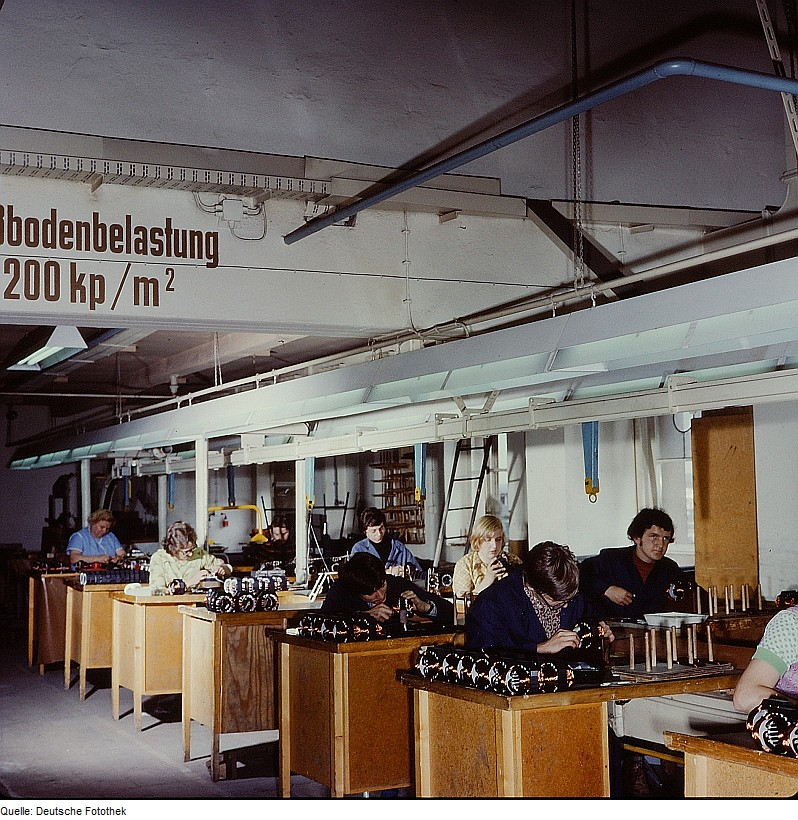
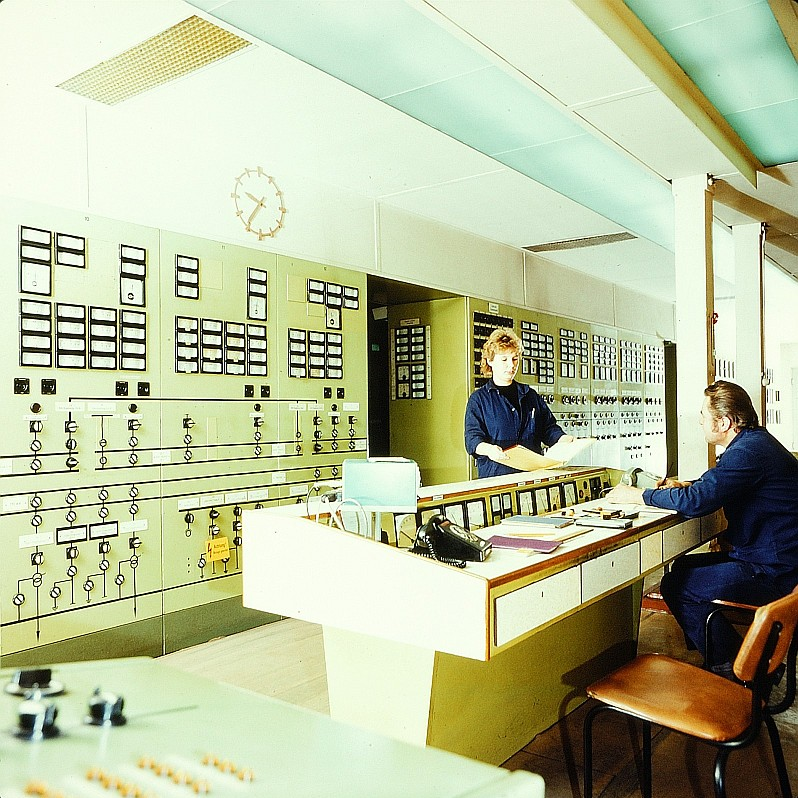